# Monte Petriciaio
Il Monte Petriciaio è un rilievo dell'isola d'Elba.

## Descrizione
Situato nel settore centrale dell'isola, raggiunge un'altezza di 348 metri sul livello del mare.
Il toponimo, attestato nel 1840, deriva da pétricia, nome locale della pianta Inula viscosa.